# 旭川市街軌道
旭川市街軌道（あさひかわしがいきどう）とは、かつて北海道旭川市に存在した路面電車・バスの運営会社。
同社は昭和初期から30年代まで路面電車を運行し、その後も旭川バスというバス会社として存続していたが、1968年に旭川電気軌道に吸収合併されて消滅した。
本項では、同社が運行していた路面電車について主に記す。

## 概要

### 黎明期
北海道中央部に位置する旭川市は1901年（明治34年）に陸軍第7師団が移設されて以来、軍都として栄えた。師団施設の置かれた近文地区と旭川駅前を結ぶ交通機関として1906年（明治39年）に上川馬車鉄道が開業したが、1917年（大正6年）に師団本隊がシベリア出兵のために満州に移転して利用客が激減し、第一次世界大戦の影響による鉄材の不足で価格が高騰したレールを売却して1918年（大正7年）には姿を消した。
旭川市に電気軌道を走らせようという計画は大正期に立てられ、旭川市会においても市営電気軌道建設を議決したが、市営と民営の両論が対立し、具体化しなかった。昭和に入る頃までに民営事業者の旭川電気軌道、旭川電力軌道、旭川電車、旭川市街軌道の4社がそれぞれ別途に軌道敷設特許を申請して紛争状態となったため、市会は4社との協約書を作成して収拾に努めた。その結果、旭川電気軌道、旭川電力軌道、旭川電車の3社が協調して新たに旭川市街電鉄（程なく旭川市街軌道と改称）を設立し、一条線、四条線、師団線の軌道敷設特許を申請して特許を得るに至った。このうち、師団線の近文1線1号 - 近文1線6号間は陸軍省の意向により許可されなかったため、師団を逆コの字型に大きく迂回する経路を改めて申請し、特許を得ている。

### 開業から終戦後
旭川市街軌道は1929年（昭和4年）11月3日に初の路線を開業させた。その後、昭和10年代にかけては路線の整備が行われ、それとともに乗客数も漸増して行き、昭和5年度の延べ約302万人が昭和19年度には約1083万人にまで膨らんだ。昭和20年度上半期までは年6分の株主配当を行うなど、経営は順調であった。
終戦によって第7師団が廃止されると昭和22年度には約617万人、昭和26年度には約458万人と輸送人員は激減した。加えて、インフレによる経営費の膨張により収支は悪化し、昭和22年度上半期には資本金（135万円）にほぼ匹敵する120万円もの損失金を計上した。一方、戦時中に疲弊した軌道施設の補修に500万円余りを要する見込みであったことから、戦時中から休止していた路線バス事業を復活の上で乗客減少の著しい一条線と四条線を廃止し、撤去した資材の売却代金を事業費と借入金返済に充てることになった。

### 軌道事業廃止から吸収合併へ
残された師団線（戦後は近文線とも呼称）は、師団の兵舎や官舎が学校や工場、引揚者住宅などに転用されたこと、師団東側に野球場や総合競技場などの公共施設が完備したことなどから輸送需要が見込まれ、かつて陸軍省の反対により日の目を見なかった北海道神社前 - 市営球場前 - 競馬場北口前間を新たに建設した。昭和27年度に約463万人であった旅客数が昭和29年度には500万人を超え運輸状況は好転しつつあったが、設備の老朽化で営業費が増大して経営を圧迫したために、1956年（昭和31年）6月8日限りで軌道線全線の運輸営業を廃止して路線バスに転換された。
軌道事業廃止後はバス事業専業となり、旭川バスと社名変更の上営業を継続したが経営は不振で、同社の株主の過半数が会社設立時から縁の深い旭川電気軌道に事業の補助を願い出る事態に至る。旭川電気軌道では同社の役員が旭川バスの株式の過半数を保有して経営権を取得し、1967年（昭和42年）4月に両社の役員を交換の上で1968年（昭和43年）4月、同社を吸収合併した。旭川電気軌道を存続会社として旭川バスは解散し、旭川市街軌道以来の独立した交通事業者としては消滅した。旭川電気軌道が旭川バスから引き継いだバス路線はその後整理・統合をされたが、2012年（平成24年）現在でも運行を継続している。
なお旭川市民は旭川電気軌道の電車（東川線・東旭川線）を「郊外電車」、旭川市街軌道の電車を「市内電車」、と呼んで区別していた。

### 貨物運輸事業計画（未成）
旭川市街軌道は市内輸送を担う路面電車として知られているが、農産地である東鷹栖村（のちに旭川市に吸収）や鷹栖村の農産物や肥料などの輸送を行う貨物運輸営業を目論んだ時代もある。この地域の軌道敷設計画は、大正末期から昭和初期にかけて鷹栖軌道、鷹栖電鉄などが軌道敷設特許願を申請しており、旭川市街軌道も1930年（昭和5年）に師団線の終点、一線六号より一線十三号と三線十三号を経て比布村北二線六号に至る12.7km、三線十三号より鷹栖村十線十三号を経て十線四号に至る8.85km、十線十三号より十線十六号に至る1.76kmの3線計23.3kmで旅客・貨物運輸を行う軌道敷設特許願を申請した。貨物輸送については、師団線と交差する鷹栖専用線（国鉄近文駅 - 第7師団）の利用を目論み、師団線大町七丁目付近より分岐して鷹栖専用線2.7km付近に接続する0.5kmの貨物専用電気軌道の敷設特許願を申請し、札幌鉄道局に対して鷹栖専用線を国鉄営業線に変更して貨物駅を設け、一般貨物の取扱いを行うよう請願した。ところが、経済不況と既設線の営業不振、相次ぐ凶作による農村の疲弊などにより計画は頓挫、1933年（昭和8年）には計画を一線六号 - 鷹栖村十線十三号間8.89kmのみに短縮して再申請したが、結局は取下げとなった。
一方、鷹栖専用線の国鉄営業線化は旭川市長も競願の形で別途札幌鉄道局に請願し、貨物駅設置工事を市費等にて行う旨を示した。こちらも第7師団との交渉が難航して戦前には実現しなかったが、1950年（昭和25年）に国鉄函館本線の貨物支線に変更して旭川大町駅が設置されることで日の目を見た。

### 路線データ
1947年当時
- 路線距離：12.2km
  - 四条線：2.4km
  - 一条線：3.1km
  - 近文線：6.7km

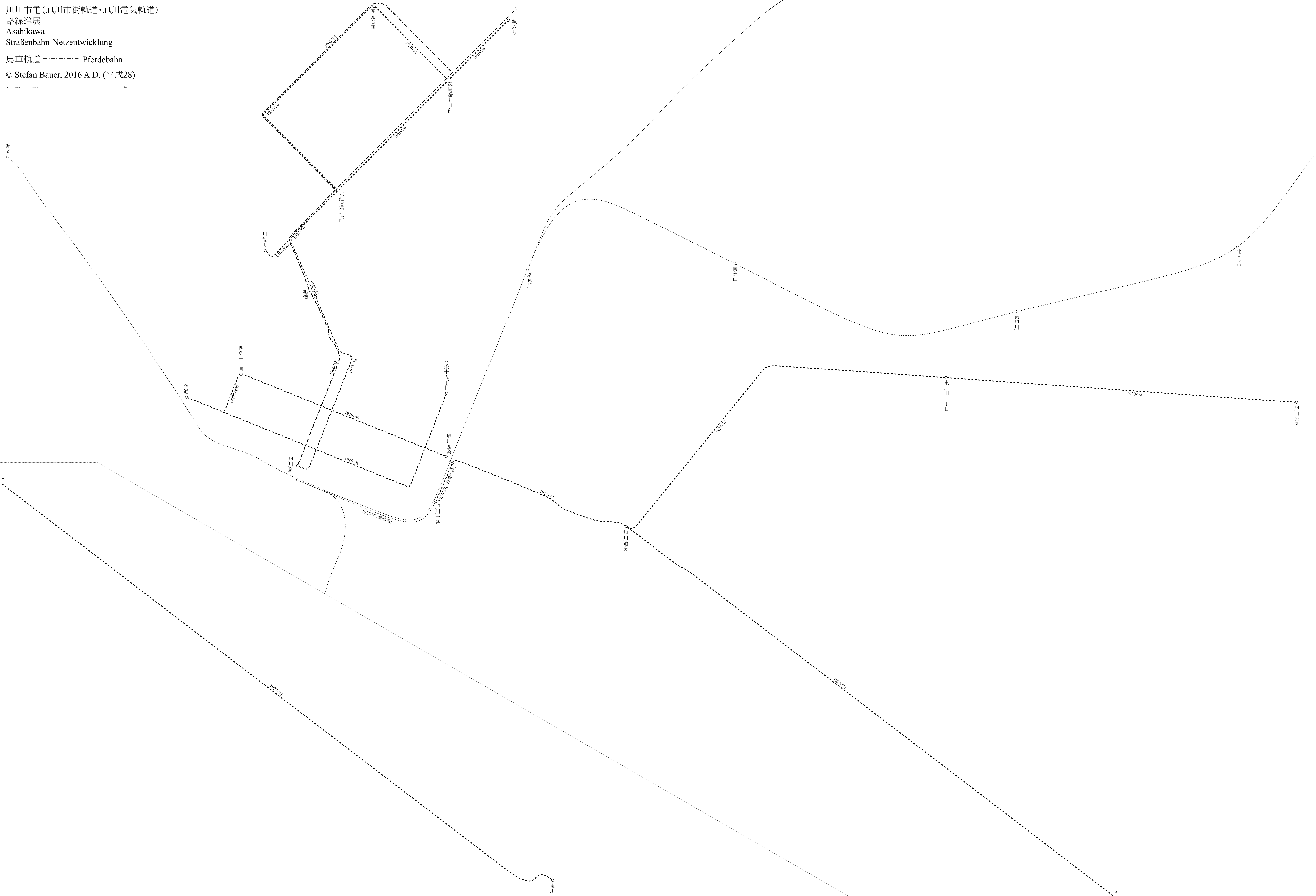
上川馬車鉄道・旭川市街軌道・旭川電気軌道 路線進展図

- 停留所数：25（路線同士の交点の停留所に関しては、合わせて1として数える）
- 車庫：1.四条一丁目[注釈 3] 2.大町七丁目[注釈 4]
- 変電所：八条八丁目
- 軌間：1067mm
- 電化方式：直流600V

師団線は旭川常盤ロータリーをほぼ貫くように線路が敷かれており、1950年の北海道開発大博覧会に合わせてロータリーに「平和塔」が建てられた際も、塔が線路と電車をまたぐような形となった。
師団線延長線敷設に際し、国鉄近文駅より分岐して第7師団に至る鷹栖専用線（のちの函館本線貨物支線旭川大町駅付近）との平面交差が設置され、1930年の旭橋西詰 - 一線六号間開業と同時に使用されたが、1932年の専用線短縮に伴って撤去された。

## 停留所
1947年当時
- （四条線）四条一丁目 - 四条九丁目 - 四条十一丁目 - 四条十七丁目
- （一条線）曙通 - 一条九丁目 - 一条十一丁目 - 一条十五丁目 - 八条十五丁目
- （師団線）旭川駅前 - 一条九丁目 - 四条九丁目 - 六条九丁目 - 八条八丁目 - 旭橋 - 旭町三丁目 - 大町三丁目 - 北海道神社前 - 大町五丁目 - 大町七丁目 - 大町九丁目 - 一区前 - 二区前 - 三区前 - 春光台前 - 五区前 - 六区前 - 競馬場北口前 - 国立病院前 - 一線六号

## 運行概要
1934年11月1日改正当時
- 運行本数：全線6時30分から23時30分までおおむね5分間隔
- 所要時間：全線を四条線12分、一条線14分、師団線30分

## 歴史
- 1928年（昭和3年）4月14日 旭川市街電鉄（後、旭川市街軌道）が一条線（一条通西二丁目 - 八条通十六丁目間1マイル74チェーン）、四条線（四条通十七丁目 - 宮下通一丁目間1マイル50チェーン）、師団線（旭川停車場前 - 近文一線六号間、3マイル12チェーン）における旅客および貨物営業の軌道敷設特許申請
- 1928年（昭和3年）9月22日 旭川市街電鉄に対し、一条線、四条線、および師団線のうち旭川停車場前 - 近文一線一号間の軌道敷設特許
- 1928年（昭和3年）12月29日 社名を旭川市街軌道に変更
- 1929年（昭和4年）7月2日 師団線近文一線一号 - 師団司令部前（後、春光台前） - 一線六号間2M46Cの軌道敷設特許
- 1929年（昭和4年）11月3日 初の路線として、四条線神楽通（後、四条一丁目） - 四条十七丁目間及び、一条線八条北都前（後、八条十五丁目） - 曙間計5.5km開業
- 1930年（昭和5年）3月7日 師団線一線六号より東鷹栖村内および比布町に至る3線23.3kmの軌道敷設特許申請（1933年（昭和8年）に路線短縮して再申請）
- 1930年（昭和5年）5月15日 師団線旭川駅前 - 旭橋間開業
- 1930年（昭和5年）10月3日 師団線大町七丁目付近より鷹栖専用線に接続する0.5kmの貨物専用軌道敷設特許申請（のちに取下げ）
- 1930年（昭和5年）11月27日 師団線旭橋西詰 - 一線六号間開業
- 1932年（昭和7年）11月3日 旭橋（二代目）開通に伴い、旭橋 - 旭橋西詰（後、本町二丁目）間0.45km開業、これにより師団線全線完成
- 1933年（昭和8年）10月13日 師団線一線六号より鷹栖村十線十三号に至る8.89kmの軌道敷設特許申請（1930年（昭和5年）申請分の変更、のちに取下げ）
- 1944年（昭和19年）
  - 運輸通信省「昭和十九年度地方鉄道軌道等ノ回収転用実施ノ件」（鉄業監第1276号）により師団線師団司令部前 - 一線六号間1.8kmを単線化し、撤去軌条を芦別炭鉱に転用
  - 9月 企業統合で発足した道北乗合自動車（後の道北バス）に営業休止中の乗合自動車車両8両を譲渡
- 1948年（昭和23年）4月7日 一条線3.098kmと四条線2.465kmを廃止しバス化、ただし四条線四条九丁目 - 四条一丁目間は四条一丁目の車庫・修繕工場への出入庫線として非営業の単線で存置[注釈 5]
- 1950年（昭和25年）7月5日 師団線（近文線）春光台前 - 競馬場北口前間1.12kmを廃止、北海道神社前 - 市営球場前 - 競馬場北口前間1.55kmの短絡線を開業するとともに、旭川駅前 - 北海道神社前 - 春光台前間5.28kmを六号線、北海道神社前 - 一線六号間2.24kmを東六号線と改称
- 1954年（昭和29年）旭川国民体育大会（旭川国体）開催に伴い、排2を種車にした花電車を運転。[5]
- 1956年（昭和31年）6月9日 全線廃止しバス化

## 接続路線
- 旭川駅前：国鉄函館本線・宗谷本線・富良野線（旭川駅）
- 四条十七丁目：旭川電気軌道東旭川線・東川線（旭川四条駅）

## 輸送・収支実績
| 年度 | 乗客（人） | 営業収入（円） | 営業費（円） | 益金（円） | その他益金（円） | その他損金（円） | 支払利子（円） |
| ---- | ---------- | -------------- | ------------ | ---------- | ---------------- | ---------------- | -------------- |
| 1929 | 434,804    | 26,257         | 28,979       | ▲ 2,722    |                  | 雑損720          | 2,002          |
| 1930 | 3,016,070  | 178,237        | 135,073      | 43,164     |                  |                  | 49,644         |
| 1931 | 3,605,277  | 206,405        | 157,329      | 49,076     |                  |                  | 54,083         |
| 1932 | 3,305,598  | 184,758        | 152,887      | 31,871     |                  |                  | 55,611         |
| 1933 | 3,492,370  | 191,393        | 144,469      | 46,924     |                  | 雑損4,913        | 52,863         |
| 1934 | 3,773,643  | 214,183        | 149,170      | 65,013     |                  | 雑損138          | 44,266         |
| 1935 | 3,868,585  | 214,299        | 152,126      | 62,173     |                  | 雑損65           | 39,363         |
| 1936 | 3,881,064  | 209,889        | 150,385      | 59,504     |                  | 雑損54           | 36,102         |
| 1937 | 4,460,442  | 232,471        | 162,968      | 69,503     |                  |                  | 31,929         |
| 1939 | 6,961,730  | 398,064        | 240,762      | 157,302    | 自動車その他493  |                  | 28,742         |
| 1941 | 8,873,715  | 516,907        | 353,341      | 163,566    | 自動車146        | 雑損償却金55,796 | 10,673         |
| 1948 | 4,802,316  |                |              |            |                  |                  |                |

- 鉄道統計資料、鉄道統計、鉄道統計年報各年度版

## 車両
開業から全廃まで各車両とも集電はシングルポールを使用し、警音器はフートゴング、常用ブレーキはハンドブレーキを使用した。ビューゲル・エアブレーキ・エアホイッスル等は使用していない。
- 1 - 20 - 川崎車輌、1929年製。開業に際して用意された20両の半鋼製四輪電動客車。設計認可は1929（昭和4）年10月4日。定員44名（座席20立席24）。当初の電動機は22.4馬力×2であったが、戦後は順次50馬力×2に載せ替えられた。他社に譲渡された4両をのぞき、全線廃止まで使用された。事故が多発した6は車番を31に変更している[6]。
- 22 - 27 - 汽車会社東京支店、1930年製。師団線延長に際して増備された6両の半鋼製四輪電動客車。設計認可は1930（昭和5）年10月25日。定員44名（座席20立席24）。電動機は30馬力×2。戦後、全車が他社に譲渡された。
- 28 - 30 - 京浜電気工業合資会社、1925年製。廃止された登別温泉軌道より譲受した3両の木造四輪電動客車。譲受認可は1934（昭和9）年3月23日。入線に際し、ダブルポールをシングルポールに改造している。定員50名（座席22立席28）。電動機は39馬力×2。戦後、2両は他社に譲渡、1両は排雪車に改造された。
- 排1 - 排2 - 汽車会社東京支店、1931年製。ロータリーブルーム式の半鋼製四輪排雪車。電動機は50馬力×2とブルーム用30馬力×1。設計認可は排1が1932（昭和7）年1月22日、排2が同年2月27日。排1はブルームシャフトを含む最大幅が車輌定規を超過したため、当初は使用区間を道路交通量の少ない招魂神社前 - 一線六号間に限る条件で認可された。

他社への譲渡は、12、13、24、27が豊橋電気軌道、22、23、25、26が秋田市電、28、29が北海道炭礦汽船夕張鉱業所、3、20が北海道炭礦汽船平和鉱業所で、いずれも1948（昭和23）年6月18日に譲渡届を提出。このうち、28と29を譲受けた北炭夕張鉱業所は夕張専用鉄道（新夕張 - 高松五区）を電化して使用する予定だったが、資金難より中止となり、車両は破棄された。3と20は北炭角田専用鉄道（夕張鉄道新二岐駅 - 角田砿）で使用された。また、全廃後に排1を旭川電気軌道が購入した。
戦後、車体更新や電動機の増強が行われた際、車番に更新年度の下一ケタを頭につけて3ケタの番号となった。新旧番号の対照は以下の通り。
1→101、2→102、4→204、5→105、6→31→231、7→107、8→208、9→109、10→210、11→311、14→314、15→315、16→416、17→217、18→118、19→319